# Eberardo Villalobos
Pour les articles homonymes, voir Villalobos.
Eberardo Villalobos Schad (né le 1er avril 1908 et mort le 26 juin 1964) est un footballeur international chilien, qui évoluait attaquant. 

## Biographie
Il joue pendant sa carrière de club dans l'effectif chilien du Club Social de Deportes Rangers.
Il fait également partie de l'équipe du Chili qui participe au mondial de 1930 en Uruguay.
Le Chili est dans le groupe de la France, de l'Argentine et du Mexique. Ils finissent 2e du groupe derrière l'Argentine.